# Trachyandra hirsutiflora
Trachyandra hirsutiflora är en grästrädsväxtart som först beskrevs av Robert Stephen Adamson, och fick sitt nu gällande namn av Anna Amelia Obermeyer. Trachyandra hirsutiflora ingår i släktet Trachyandra och familjen grästrädsväxter. Inga underarter finns listade i Catalogue of Life.